# Vierfleck-Gaukler

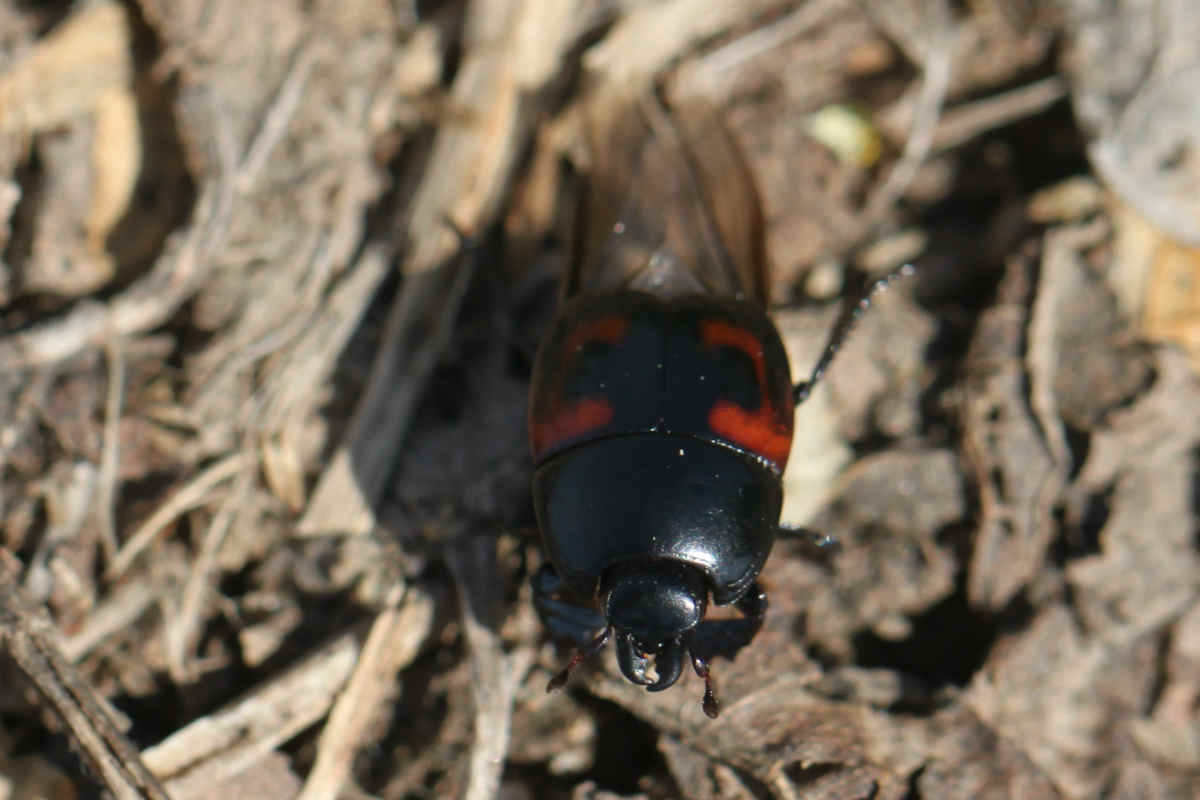
Vierfleck-Gaukler mit gespreizten Flügeln

Der Vierfleck-Gaukler (Hister quadrimaculatus) ist ein Käfer aus der Familie der Stutzkäfer (Histeridae).

## Merkmale
Vierfleck-Gaukler werden etwa einen Zentimeter lang. Der Chitin-Panzer hat eine schwarze Grundfärbung, die auf den Flügeldecken von roten Flecken teilweise verdeckt wird. Die Körperform ist oval, eher rund als gestreckt. Am Halsschild befindet sich an jeder Seite eine vorspringende Ecke. Auf den Flügeldecken, die sehr klein sind, so dass sie einen Teil des Abdomens unbedeckt lassen, kann man je drei feine Längsrillen erkennen. Die Beine sind relativ kurz und schaufelartig verbreitert. Am Kopf fallen die großen Kieferzangen auf. Die Fühler sind kurz und am Ende kolbenförmig verdickt.

## Synonyme
- Hister aethiops Heer, 1841[1]
- Hister cephallenicus Daniel, 1906[1]
- Hister crassimargo Gozis, 1886[1]
- Hister gagates Illiger, 1807[1]
- Hister lunatus Scriba, 1790[1]
- Hister marshami Stephens, 1830[1]
- Hister pelopis Marseul, 1861[1]
- Hister reniformis Olivier, 1789[1]
- Hister scapularis Fischer de Waldheim, 1823[1]
- Hister sinuatus Herbst, 1792[1]

## Vorkommen
Die Käfer sind vor allem in wärmeren Regionen recht weit verbreitet und häufig. Man findet sie vornehmlich in Kuh- und Pferdedung.

## Lebensweise
Die Tiere suchen in Kot, Pilzen und faulenden Pflanzen nach Insektenlarven, von denen sie sich ernähren. Bei Gefahr stellen sie sich tot, indem sie Beine und Fühler an den Körper ziehen. Trotz der kurzen Flügel sind die Tiere durchaus flugfähig. Ihre Lebenserwartung liegt bei mehreren Jahren. Nach der Paarung legt das Weibchen die Eier in den Boden. Die Larven leben ähnlich wie der Käfer und nehmen auch die gleiche Nahrung zu sich. Nach mehreren Häutungen legen sie im Boden eine Puppenwiege an. Aus der Puppe schlüpft der fertige Käfer.